# Guddadatheranya, Hassan
Guddadatheranya là một làng thuộc tehsil Hassan, huyện Hassan, bang Karnataka, Ấn Độ.